# Advances in Colloid and Interface Science
Advances in Colloid and Interface Science is een internationaal, aan collegiale toetsing onderworpen wetenschappelijk tijdschrift op het gebied van de fysische chemie.
De naam wordt in literatuurverwijzingen meestal afgekort tot Adv. Colloid Interface Sci.
Het is opgericht in 1967 en wordt uitgegeven door Elsevier.